# Суворий юнак
«Суворий юнак» — радянський фільм 1936 року кінокомпанії Українфільм, філософсько-романтична драма про кохання в ідеальному безкласовому суспільстві за однойменною кіноп'єсою Юрія Олеші. Інші назви стрічки — «Побутовий комісар» («Комиссар быта»), «Дискобол», «Казковий комсомолець» («Волшебный комсомолец»).
Займає 26-ту позицію у списку 100 найкращих фільмів в історії українського кіно.

## Сюжет фільму
Головний герой фільму комсомолець Гриша Фокін (власне суворий юнак) — втілює ідеал молодої людини того часу. Він прагне розробити й наслідувати етичні норми, за якими комсомолець повинен виховувати в собі такі риси, як колективізм, наполеглевість, скромність, щирість, гуманність, душевність тощо. Але водночас Гриша перебуває в драматичному конфлікті із самим собою, зі своїми почуттями: він покохав Машу — дружину відомого хірурга професора Степанова, однак за власноруч створеним кодексом не має права на таку любов.
У фільмі є ще один конфлікт: Гриша разом зі своїми друзями — комсомольцями (Лізою та Миколою) протистоять філософствуючому міщанину Цитронову. Який навмисне глумиться над морально молодих людей комсомольців відверто пропагує ідею владарювання сильних нас слабкими і невдахами.

## У ролях
- Юрій Юр'єв — професор Степанов
- Ольга Жизнєва — Маша
- Дмитро Дорліак — Гриша Фокін
- Максим Штраух — Цитронов
- Валентина Сєрова — Ліза
- Георгій Сочевко — Микола
- Ірина Володко
- Олександр Чистяков
- Дмитро Голубинський
- Олена Мельникова
- Е. Гурейкина
- Іван Кононенко-Козельський
- Іван Коваль-Самборський
- Петро Рєпнін

## Доля фільму
У фільмі автор мав на меті показати складний внутрішній світ героя розкрити риси молодого сучасника, дати їм моральну оцінку та протиставити їх старій моралі. Через невиразну гру виконавців ролей молодих героїв образи комсомольців втратили духовну наповненість, а найяскравішим художнім образом вийшли Цитронов і професор Степанов. У виконанні досвідчених дорослих акторів Штрауха і Юр'єва герої отримали яскраву багатогранність, отже з художнього боку перемога залишилася за ними, хоча саме викриттю їх філософських постулатів і була присвячена картина. Склалася невідповідність у трактуванні матеріалу, певне протиріччя між ідею та її втіленням.
Недолугу гру акторів, що виконували ролі позитивних героїв мав прикрити романтично піднесений, пластично-виразний характер операторської роботи у зображенні молоді особливо під час спортивних змагань на стадіоні. Пластичні рухи дівчат, живописна статурність та виразність портретів на світлому фоні захоплювали та не поглиблювали образи героїв, ефектних засобів зовнішньої характеристики позитивних персонажів було недостатньо для розкриття індивідуальності молодого сучасника.
Отже, переконливого втілення характеру нової людини в картині не відбулося, все це негативно позначилося на ідейно художній цілісності фільму. Тому після виходу у 1936 році фільм був заборонений. А візуальна схожість фільму «Суворий юнак» із фільмом «Олімпія» режисерки Лені Ріфеншталь, який пропагував Третій Рейх, змусила фільм пролежати на поличках чверть століття. Починаючи із середини 1960-х років з'явився на екранах, спочатку маленьких переглядових залів ВДІКу, а потім вийшов на екрани будинків культури. 1974 року по праву посів місце у ретроспективі фільмів Роома, присвяченій його 80-річчю.